# Kolem Belgie 2023
92. ročník etapového cyklistického závodu Kolem Belgie (oficiálně Baloise Belgium Tour) se konal mezi 14. a 18. červnem 2023 v Belgii. Celkovým vítězem se stal Nizozemec Mathieu van der Poel z týmu Alpecin–Deceuninck. Na druhém a třetím místě se umístili Nor Søren Wærenskjold (Uno-X Pro Cycling Team) a Dán Casper Pedersen (Soudal–Quick-Step). Závod byl součástí UCI ProSeries 2023 na úrovni 2.Pro.

## Týmy
Závodu se zúčastnilo 6 z 18 UCI WorldTeamů, 10 UCI ProTeamů a 5 UCI Continental týmů. Všechny týmy nastoupily na start se sedmi jezdci, závod tak odstartovalo 147 jezdců. Do cíle v Bruselu dojelo 125 z nich.
UCI WorldTeamy
- Alpecin–Deceuninck
- Astana Qazaqstan Team
- Intermarché–Circus–Wanty
- Soudal–Quick-Step
- Team DSM
- Trek–Segafredo

UCI ProTeamy
- Bingoal WB
- Bolton Equities Black Spoke
- Eolo–Kometa
- Human Powered Health
- Israel–Premier Tech
- Lotto–Dstny
- Team Corratec–Selle Italia
- Team Flanders–Baloise
- Team Novo Nordisk
- Uno-X Pro Cycling Team

UCI Continental týmy
- Baloise–Trek Lions
- BEAT Cycling
- Pauwels Sauzen–Bingoal
- Tarteletto–Isorex
- VolkerWessels Cycling Team

## Trasa a etapy
| Etapa         | Datum         | Trasa                                         | Vzdálenost | Typ      | Typ                  | Vítěz                      |
| ------------- | ------------- | --------------------------------------------- | ---------- | -------- | -------------------- | -------------------------- |
| 1             | 14. června    | Scherpenheuvel-Zichem – Scherpenheuvel-Zichem | 164,9 km   |          | Rovinatá etapa       | Jasper Philipsen (BEL)     |
| 2             | 15. června    | Merelbeke – Knokke-Heist                      | 175,7 km   |          | Rovinatá etapa       | Fabio Jakobsen (NED)       |
| 3             | 16. června    | Beveren – Beveren                             | 15,2 km    |          | Individuální časovka | Søren Wærenskjold (NOR)    |
| 4             | 17. června    | Durbuy – Durbuy                               | 172,6 km   |          | Zvlněná etapa        | Mathieu van der Poel (NED) |
| 5             | 18. června    | Brusel – Brusel                               | 194,8 km   |          | Rovinatá etapa       | Fabio Jakobsen (NED)       |
| Celková délka | Celková délka | Celková délka                                 | 723,2 km   | 723,2 km | 723,2 km             | 723,2 km                   |

## Průběžné pořadí
| Etapa          | Vítěz                | Celkové pořadí       | Bodovací soutěž      | Soutěž bojovnosti | Soutěž mladých jezdců | Soutěž týmů       |
| -------------- | -------------------- | -------------------- | -------------------- | ----------------- | --------------------- | ----------------- |
| 1              | Jasper Philipsen     | Jasper Philipsen     | Jasper Philipsen     | Jacob Scott       | Oded Kogut            | Eolo–Kometa       |
| 2              | Fabio Jakobsen       | Fabio Jakobsen       | Fabio Jakobsen       | Jacob Scott       | Mathias Vacek         | Soudal–Quick-Step |
| 3              | Søren Wærenskjold    | Mathieu van der Poel | Fabio Jakobsen       | Jacob Scott       | Mathias Vacek         | Soudal–Quick-Step |
| 4              | Mathieu van der Poel | Mathieu van der Poel | Mathieu van der Poel | Aaron Van Poucke  | Mathias Vacek         | Trek–Segafredo    |
| 5              | Fabio Jakobsen       | Mathieu van der Poel | Mathieu van der Poel | Alex Colman       | Mathias Vacek         | Trek–Segafredo    |
| Konečné pořadí | Konečné pořadí       | Mathieu van der Poel | Mathieu van der Poel | Alex Colman       | Mathias Vacek         | Trek–Segafredo    |

- V 2. etapě nosil Timothy Dupont, jenž byl třetí v bodovací soutěži, červený dres, neboť lídr této klasifikace Jasper Philipsen nosil fialový dres lídra celkového pořadí a druhý závodník této klasifikace Fabio Jakobsen nosil dres mistra Evropy.
- Ve 3. etapě nosil Mathieu van der Poel, jenž byl druhý v bodovací soutěži, červený dres, neboť lídr této klasifikace Fabio Jakobsen nosil fialový dres lídra celkového pořadí.
- V 5. etapě nosil Søren Wærenskjold, jenž byl druhý v bodovací soutěži, červený dres, neboť lídr této klasifikace Mathieu van der Poel nosil fialový dres lídra celkového pořadí.

## Konečné pořadí
| Legenda | Legenda                           | Legenda | Legenda                               |
| ------- | --------------------------------- | ------- | ------------------------------------- |
|         | Označuje lídra celkového pořadí   |         | Označuje lídra bodovací soutěže       |
|         | Označuje lídra soutěže bojovnosti |         | Označuje lídra soutěže mladých jezdců |

### Celkové pořadí
| Pořadí | Jezdec                     | Tým                    | Čas         |
| ------ | -------------------------- | ---------------------- | ----------- |
| 1      | Mathieu van der Poel (NED) | Alpecin–Deceuninck     | 16h 09' 30" |
| 2      | Søren Wærenskjold (NOR)    | Uno-X Pro Cycling Team | + 40"       |
| 3      | Casper Pedersen (DEN)      | Soudal–Quick-Step      | + 53"       |
| 4      | Yves Lampaert (BEL)        | Soudal–Quick-Step      | + 59"       |
| 5      | Jasper Stuyven (BEL)       | Trek–Segafredo         | + 1' 10"    |
| 6      | Jasper De Buyst (BEL)      | Lotto–Dstny            | + 1' 17"    |
| 7      | Florian Vermeersch (BEL)   | Lotto–Dstny            | + 1' 25"    |
| 8      | Ben Hermans (BEL)          | Israel–Premier Tech    | + 1' 35"    |
| 9      | Mathias Vacek (CZE)        | Trek–Segafredo         | + 1' 44"    |
| 10     | Toms Skujiņš (LAT)         | Trek–Segafredo         | + 1' 46"    |

### Bodovací soutěž
| Pořadí | Jezdec                     | Tým                    | Body |
| ------ | -------------------------- | ---------------------- | ---- |
| 1      | Mathieu van der Poel (NED) | Alpecin–Deceuninck     | 94   |
| 2      | Fabio Jakobsen (NED)       | Soudal–Quick-Step      | 85   |
| 3      | Søren Wærenskjold (NOR)    | Uno-X Pro Cycling Team | 56   |
| 4      | Jasper Philipsen (BEL)     | Alpecin–Deceuninck     | 55   |
| 5      | Alexander Kristoff (NOR)   | Uno-X Pro Cycling Team | 55   |
| 6      | Thibau Nys (BEL)           | Trek–Segafredo         | 47   |
| 7      | Jasper De Buyst (BEL)      | Lotto–Dstny            | 39   |
| 8      | Oded Kogut (ISR)           | Israel–Premier Tech    | 37   |
| 9      | Casper Pedersen (DEN)      | Soudal–Quick-Step      | 30   |
| 10     | Yves Lampaert (BEL)        | Soudal–Quick-Step      | 30   |

### Soutěž bojovnosti
| Pořadí | Jezdec                    | Tým                         | Body |
| ------ | ------------------------- | --------------------------- | ---- |
| 1      | Alex Colman (BEL)         | Team Flanders–Baloise       | 63   |
| 2      | Aaron Van Poucke (BEL)    | Team Flanders–Baloise       | 47   |
| 3      | Kobe Vanoverschelde (BEL) | Tarteletto–Isorex           | 39   |
| 4      | Jacob Scott (GBR)         | Bolton Equities Black Spoke | 30   |
| 5      | James Fouché (NZL)        | Bolton Equities Black Spoke | 18   |
| 6      | Ceriel Desal (BEL)        | Bingoal WB                  | 18   |
| 7      | Sander De Pestel (BEL)    | Team Flanders–Baloise       | 17   |
| 8      | Stefano Gandin (ITA)      | Team Corratec–Selle Italia  | 15   |
| 9      | Andreas Goeman (BEL)      | Tarteletto–Isorex           | 13   |
| 10     | Logan Currie (NZL)        | Bolton Equities Black Spoke | 13   |

### Soutěž mladých jezdců
| Pořadí | Jezdec                   | Tým                         | Čas         |
| ------ | ------------------------ | --------------------------- | ----------- |
| 1      | Mathias Vacek (CZE)      | Trek–Segafredo              | 16h 11' 14" |
| 2      | Hugo Page (FRA)          | Intermarché–Circus–Wanty    | + 1' 50"    |
| 3      | Logan Currie (NZL)       | Bolton Equities Black Spoke | + 13' 51"   |
| 4      | Jenno Berckmoes (BEL)    | Team Flanders–Baloise       | + 17' 46"   |
| 5      | Oded Kogut (ISR)         | Israel–Premier Tech         | + 17' 55"   |
| 6      | Thibau Nys (BEL)         | Trek–Segafredo              | + 18' 27"   |
| 7      | William Blume Levy (DEN) | Uno-X Pro Cycling Team      | + 19' 35"   |
| 8      | Casper van Uden (NED)    | Team DSM                    | + 27' 19"   |
| 9      | Kay De Bruyckere (BEL)   | Pauwels Sauzen–Bingoal      | + 33' 58"   |
| 10     | Matyáš Kopecký (CZE)     | Team Novo Nordisk           | + 35' 06"   |

### Soutěž týmů
| Pořadí | Tým                         | Čas         |
| ------ | --------------------------- | ----------- |
| 1      | Trek–Segafredo              | 48h 32' 42" |
| 2      | Soudal–Quick-Step           | + 35"       |
| 3      | Uno-X Pro Cycling Team      | + 1' 54"    |
| 4      | Intermarché–Circus–Wanty    | + 3' 11"    |
| 5      | Alpecin–Deceuninck          | + 3' 21"    |
| 6      | Israel–Premier Tech         | + 5' 07"    |
| 7      | Team Flanders–Baloise       | + 5' 31"    |
| 8      | Lotto–Dstny                 | + 6' 25"    |
| 9      | Eolo–Kometa                 | + 6' 51"    |
| 10     | Bolton Equities Black Spoke | + 17' 34"   |